# Shredded wheat

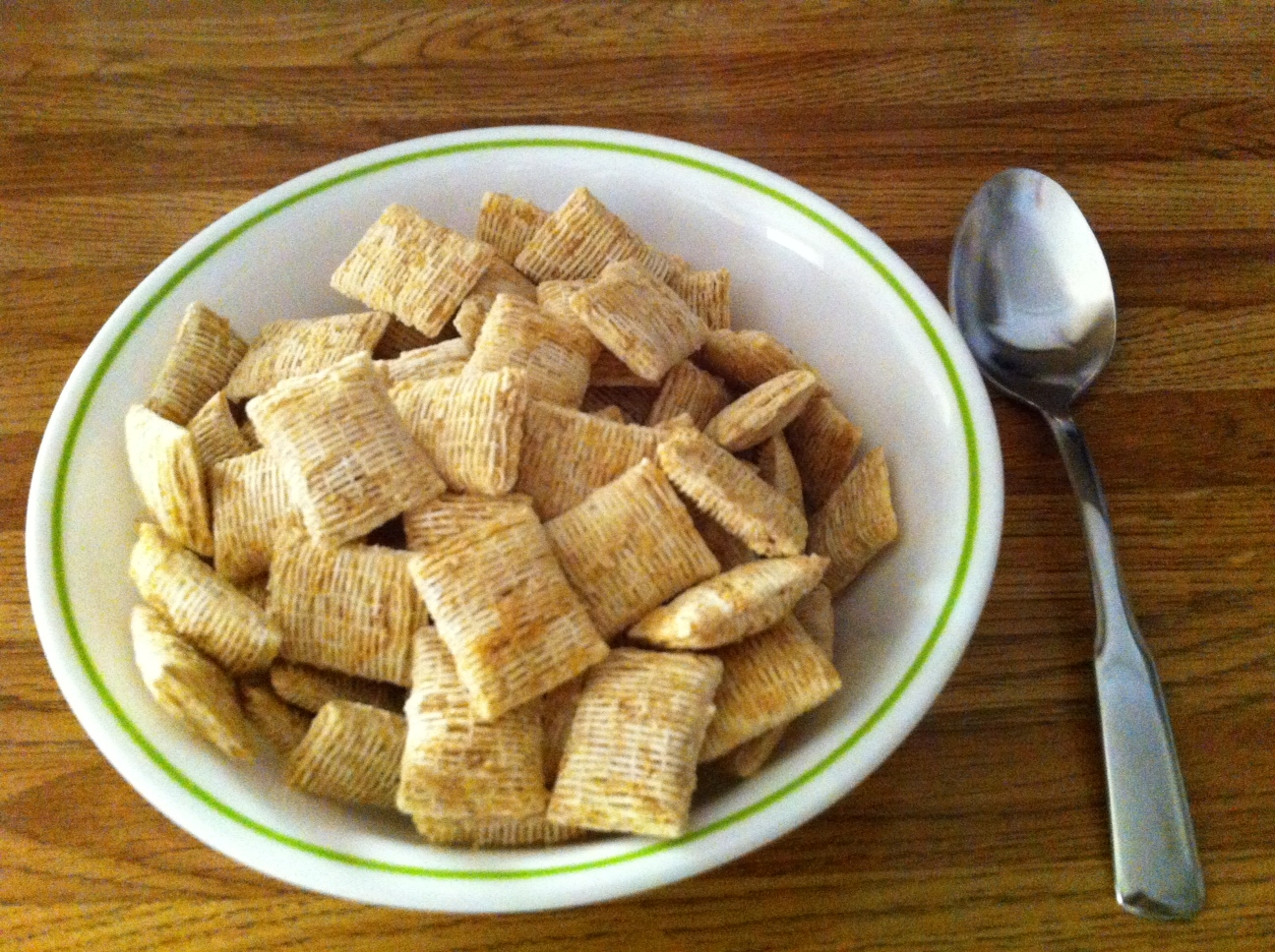
Un bol de mini shredded wheat.

Le Shredded wheat (litt. « blé déchiqueté ») est un genre de céréales de petit-déjeuner fait de blé complet bouilli présenté sous forme de petits coussins. Il a été inventé dans les années 1890 à Denver par l'homme d'affaires Henry Perky (en) (1843-1906). Celui-ci a d'abord inventé une machine pour le préparer, mais ses céréales se vendant mieux que celle-ci, il a fondé une boulangerie industrielle à Boston pour les produire.
Chaque 100g contient 317 kilocalories d'énergie et 11 grammes de fibres alimentaires.